# Лев против
«Лев про́тив» — общественное движение против курения и распития алкогольных напитков в общественных местах.

## Основатель движения
Михаил Джемалович Лазутин (род. 1995, Москва) — основатель и ключевая фигура общественного проекта «Лев против». Имеет среднее-специальное образование, специалист по защите информационных технологий. Свою общественную деятельность начал в 2013 году с создания проекта «Лев против педофилов», занимаясь отловом педофилов и издевательствами над ними, вдохновившись проектом «Оккупай-педофиляй».

## Деятельность
Активисты движения «Лев против» проводят рейды по обеспечению контроля общественного правопорядка, призывая граждан не нарушать КоАП РФ, не распивать спиртные напитки, не курить, не выражаться нецензурной бранью и т. д. в общественных местах. Свою деятельность фиксируют на видеокамеры и впоследствии публикуют на видеохостинг YouTube. В случае игнорирования просьб прекратить нарушение общественного порядка, зовут сотрудников полиции и предоставляют видеоматериал в качестве доказательств. В некоторых случаях самостоятельно забирают алкоголь с дальнейшей «утилизацией» (содержимое как правило выливают в мусорку либо в ливнёвку). Имеются последователи в различных городах России. С 2014 по 2016 годы на рейдах против курения также в случае отказа потушить сигарету применяли распылитель с водой, однако в дальнейшем от подобной тактики отказались ввиду жалоб нарушителей о порче имущества.

## Конфликты

### Название «Лев против»
К концу 2014 года, когда основной проект Лазутина набрал достаточно популярности, в регионах и городах России (а также различных странах на постсоветском пространстве) начали появляться аналогичные проекты с названием городов: «Лев против Санкт-Петербург», «Лев против Севастополь» и т. д. Одни из организаторов данных движений в своих городах связывались с Михаилом по вопросу использования «бренда» «Лев против», другие — нет. В результате к началу 2016 года Лазутин принял решение публично оповестить у себя на странице во ВКонтакте о том, что «Лев — это я», то есть намекая на возможное образование судебных тяжб в случаях, если подобные движения (к которым сам Михаил непосредственного отношения не имеет) не будут переименованы либо распущенны. Таким образом, во многих городах РФ и СНГ неформальный «Лев против» вскоре прекратил свою деятельность.

### Болотная площадь
С 2015 года активисты «Лев против» стали проводить рейды в местах потенциального скопления нарушителей по выходным и в праздничние дни. Места рейдов выбирались ввиду жалоб местных жителей. Таким образом, множество рейдов прошло на Болотной площади в Репинском сквере. Во время рейдов происходили конфликты активистов и посетителей парка, иногда переходящие в потасовки.

### «Яма»
Свои рейды на Хохловской площади, именуемой в медиа как «Яма», активисты начали проводить с весны 2019 года. Многочисленные рейды в этом месте привлекли большое внимание СМИ, властей и МВД к проблемному месту и самим активистам, вызвав общественный резонанс. После рейдов «Лев против» на Хохловской площади стал периодически присутствовать ОМОН и задерживать нарушителей общественного порядка. Среди задержанных в «Яме» также оказался актёр сериала «Универ» Андрей Гайдулян, который в дальнейшем был отпущен. В мае произошёл конфликт между посетителями «Ямы» и активистами «Лев против», при котором в сторону активистов бросались бутылками, а со стороны «Лев против» применялись перцовые балончики.

## Финансирование
По данным, указанным на сайте фонда президентских грантов, проект «Лев против» получил финансирование за 2014 и 2015 год суммарно на 12,2 млн рублей, полученные на юридические лица, аффилированные Росмолодёжи. Сам Михаил Лазутин прокомментировал это так: «Когда мы дружили с движением „СтопХам“, мне было 18 лет. Они получали президентские гранты. „Лев против“ мы формировали вместе, они нам помогали — дали три камеры, которые им дали от государства, в общей сложности, помогли на 300 тысяч рублей. Но потом я увидел статьи, где было написано, что нам дали 7 млн рублей, но больше 300—400 тысяч „Лев против“ не получал. Они меня стали „морозить“, я понимал, что куда-то идут деньги и с этими людьми лучше не сотрудничать».

## Критика
На протяжении всей деятельности проекта поддавались критике способы борьбы активистов с нарушением общественного порядка. В частности, возникали споры насчёт законности их методов борьбы, а именно: тушение сигарет при помощи пульверизатора, отнимание алкогольных напитков, а также применение физической силы в тех или иных ситуациях.
В июне 2019 года Муниципальный депутат Басманного района Москвы Виктор Котов подал в прокуратуру заявление с просьбой проверить деятельность движения. По его мнению, активисты «Лев против» нарушают закон «Об участии граждан в охране общественного порядка», поскольку объединение не числится в региональном реестре. В заявлении депутат просит проверить деятельность движения и в частности самого Лазутина, а в случае обнаружения незаконности их действий внести в суд заявление о ликвидации движения. Депутат также попросил проверить действия бойцов ОМОНа.